# Eucyclosis varimana
Eucyclosis varimana är en tvåvingeart som först beskrevs av Malloch 1940.  Eucyclosis varimana ingår i släktet Eucyclosis och familjen lövflugor. Inga underarter finns listade i Catalogue of Life.